# Nerocila depressa
Nerocila depressa is een pissebed uit de familie Cymothoidae. De wetenschappelijke naam van de soort is voor het eerst geldig gepubliceerd in 1840 door Milne Edwards.